# Cișmigiupark

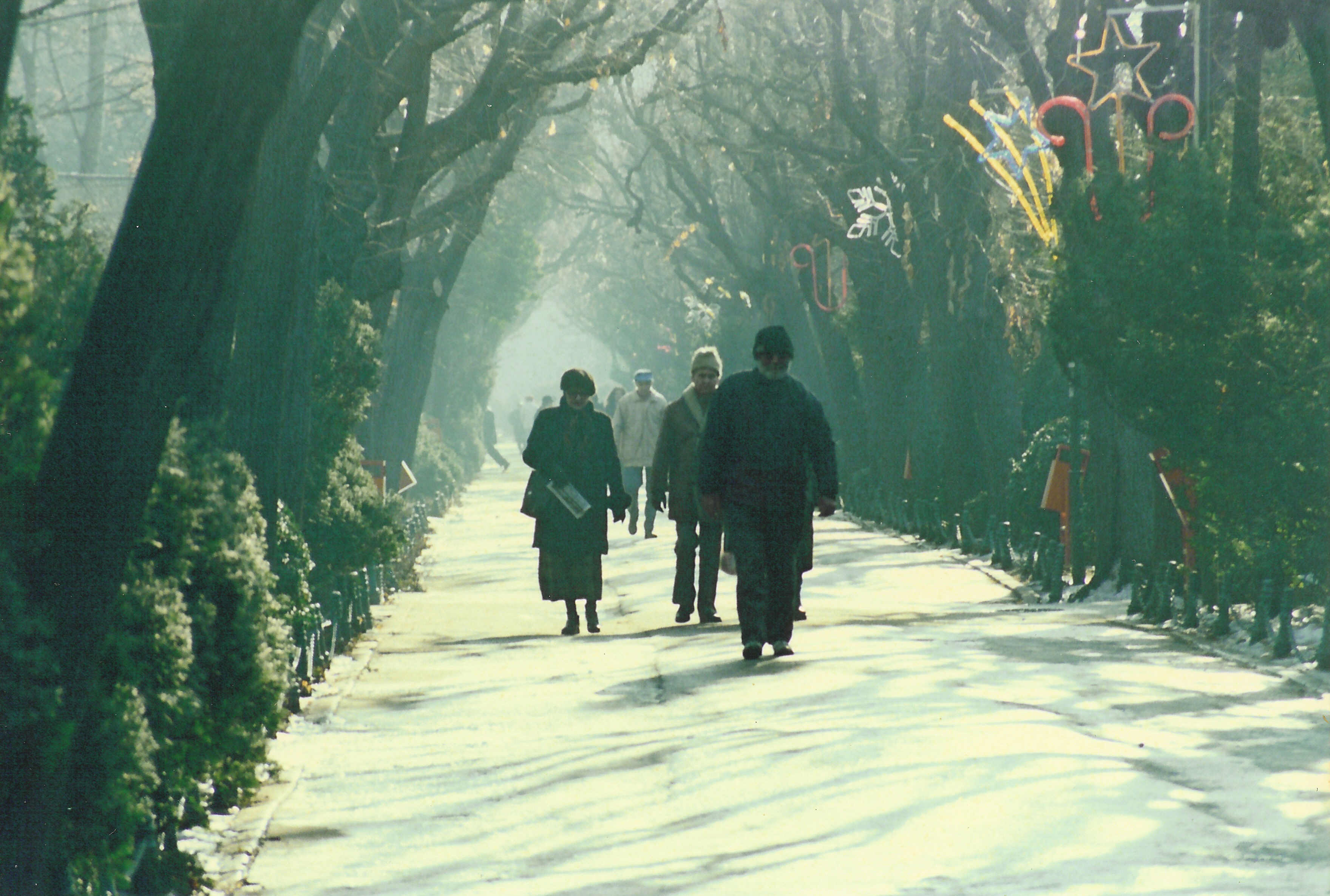
Cişmigiu in winter 2002

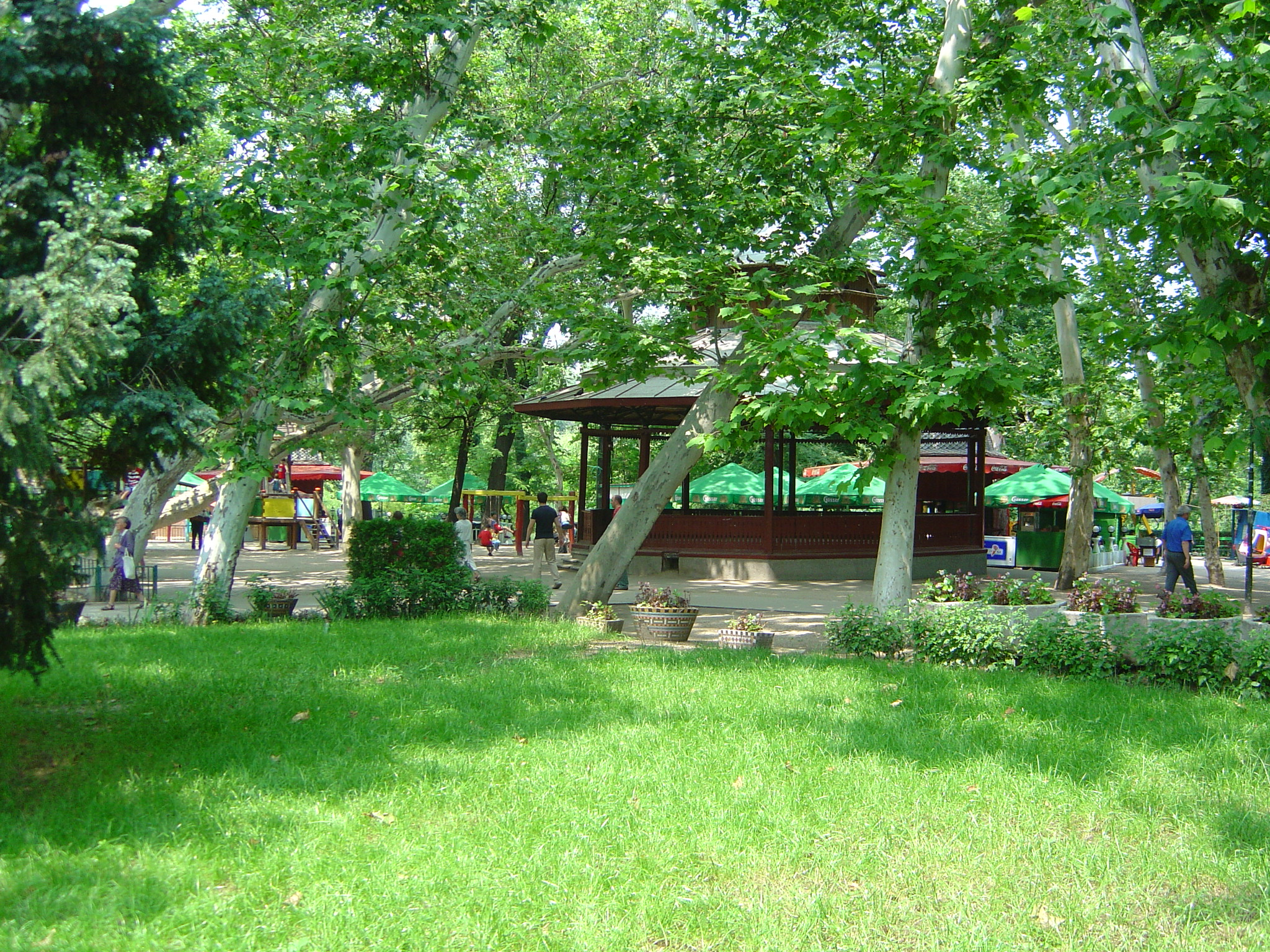
Zomer in Cişmigiu

Het Cişmigiumeer

Het Cișmigiupark is een openbaar park in het centrum van Boekarest, in Roemenië. Het zeventien park is het oudste en grootste (17 hectare) park in het centrum. De hoofdingang ligt aan de Elisabeta Boulevard, nabij het stadhuis. Nog een grote ingang ligt aan de Știrbei Vodă Boulevard, nabij het Crețulescu Paleis.
De Rondul Roman (Romeinse Rond) of Rotonda Scriitorilor (Schrijvers' rotonde) is een pad in de vorm van een cirkel waar twaalf borstbeelden staan van belangrijke Roemeense schrijvers in de geschiedenis: Mihai Eminescu, Alexandru Odobescu, Titu Maiorescu, Ion Luca Caragiale, George Coșbuc, Ștefan Octavian Iosif, Ion Creangă, Alexandru Vlahuță, Duiliu Zamfirescu, Bogdan Petriceicu Hasdeu, Nicolae Bălcescu en Vasile Alecsandri.
Verder bevindt zich in het park het Monumentul Eroilor Francezi (Monument voor de Franse helden) dat de Franse soldaten herdenkt die omgekomen zijn tijdens gevechten in Roemenië, in de Eerste Wereldoorlog. Ook staat er het Izvorul Sissi Stefanidi, gemaakt door Ioan C. Dimitriu Bârlad (1890-1964), dat een vrouw uitbeeldt die verdrietig is omdat haar dochter is overleden. De vrouw is water aan het halen. Andere (stand)beelden in Cișmigiu zijn die van de journalist Gheorghe Panu, gemaakt door Gheorghe Horvath, en van schrijfster en vrouwenrechtenactivist Maica Smara (1854-1944), gemaakt door Mihai Onofrei.
Het Cișmigiu is gemaakt in 1847 en is ontworpen door de Duitse architect Carl F.W. Meyer, die meer parken heeft ontworpen in de Verenigde Staten.
De naam Cișmigiu komt uit het Turks: een cișmea is een fontein en een cișmigiu is een persoon die verantwoordelijk is voor het bouwen en onderhouden van het fontein.
Nabij Cișmigiu staat de beroemde Gheorghe Lazărschool.